# Waldemartor

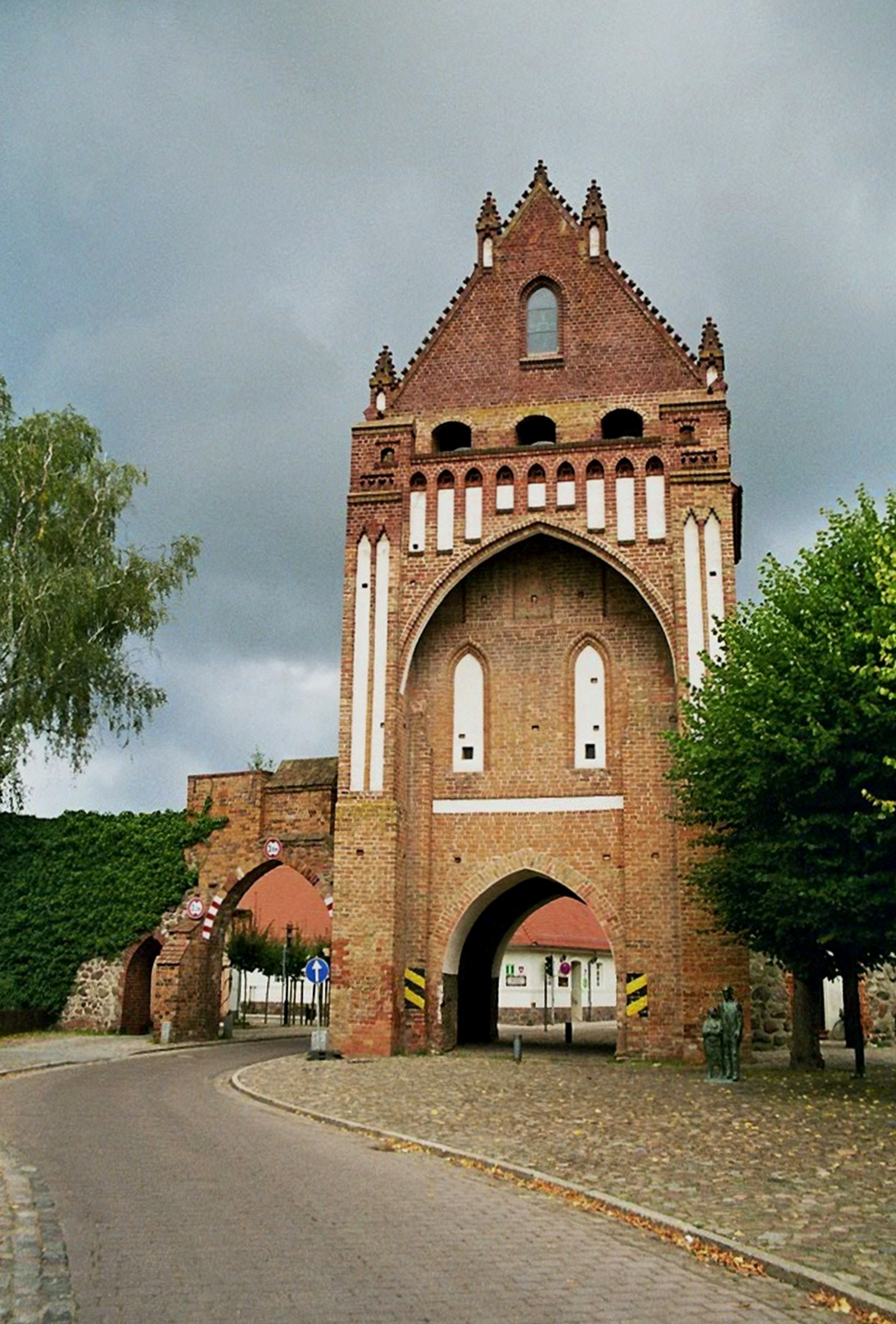
Ruppiner Tor in Gransee. Das linke, kleinere Tor ist ein Waldemartor.

Waldemartore sind spezielle Stadttore in der Mark Brandenburg.

## Geschichte
Nach dem Tod von Waldemar, Markgraf von Brandenburg aus dem Hause der Askanier, im Jahre 1319 starb im darauffolgenden Jahr der gesamte Brandenburger Zweig der Askanier aus. Daraufhin verlieh der bayrische König Ludwig IV. 1323 die Mark Brandenburg an seinen Sohn Ludwig, mit dem dadurch die Reihe der Wittelsbacher Markgrafen in Brandenburg begann.
1348 tauchte ein Pilger auf, der von sich behauptete, der Markgraf Waldemar zu sein. Er sei nicht im Jahre 1319 gestorben, sondern auf einer Pilgerfahrt gewesen. Dieser falsche Waldemar wurde von den Gegnern der Wittelsbacher in Brandenburg anerkannt. Daraufhin wurde der neue Waldemar von König Karl IV. mit der Mark Brandenburg belehnt. Im Jahr 1350 einigte sich jedoch der spätere Kaiser mit den Wittelsbachern und setzte den Waldemar wieder ab.
Die bayrischen Markgrafen bestraften nun die Städte, welche den Waldemar anerkannt hatten. Diese Städte mussten diejenigen Stadttore zumauern, durch die der falsche Waldemar gezogen war. Die neben den zugemauerten neu erbauten Tore wurden Waldemartore genannt. Theodor Fontane schreibt allerdings: "Diese zugemauerten Tore hießen denn auch im Volksmund 'Waldemar-Tore'."
Erst im Jahre 1818 gestattete der König von Preußen, Friedrich Wilhelm III., die Öffnung der zugemauerten Tore.